# Konkolniki
Konkolniki lub Kąkolniki (hist. Kakolniki, ukr. Кукільники, trans. Kukilnyky) – wieś położona nad potokiem Bybełka, lewobrzeżnym dopływem Dniestru w rejonie halickim obwodu iwanofrankiwskiego.

## Historia

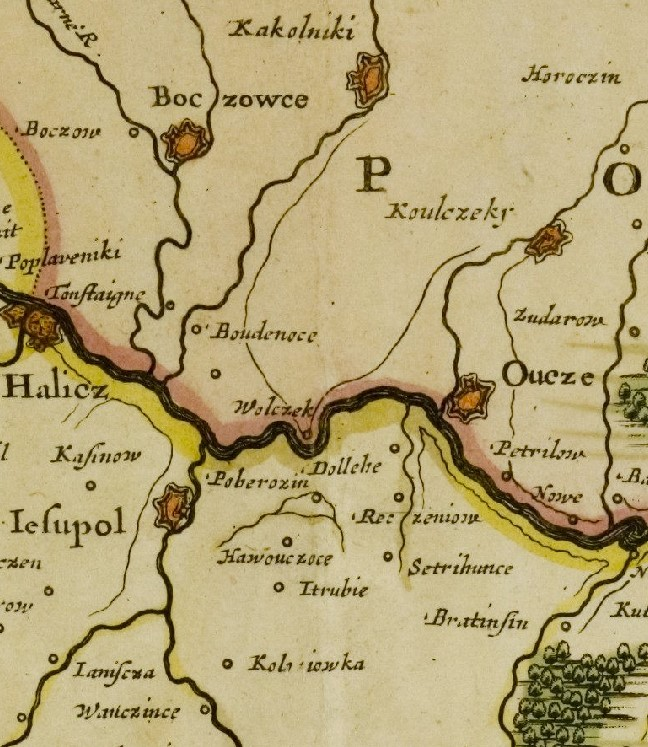
twierdza Kakolniki (XVII)

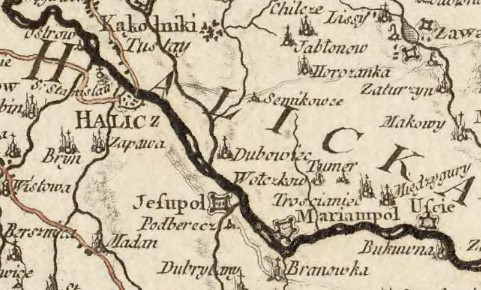
Kąkolniki (1772)

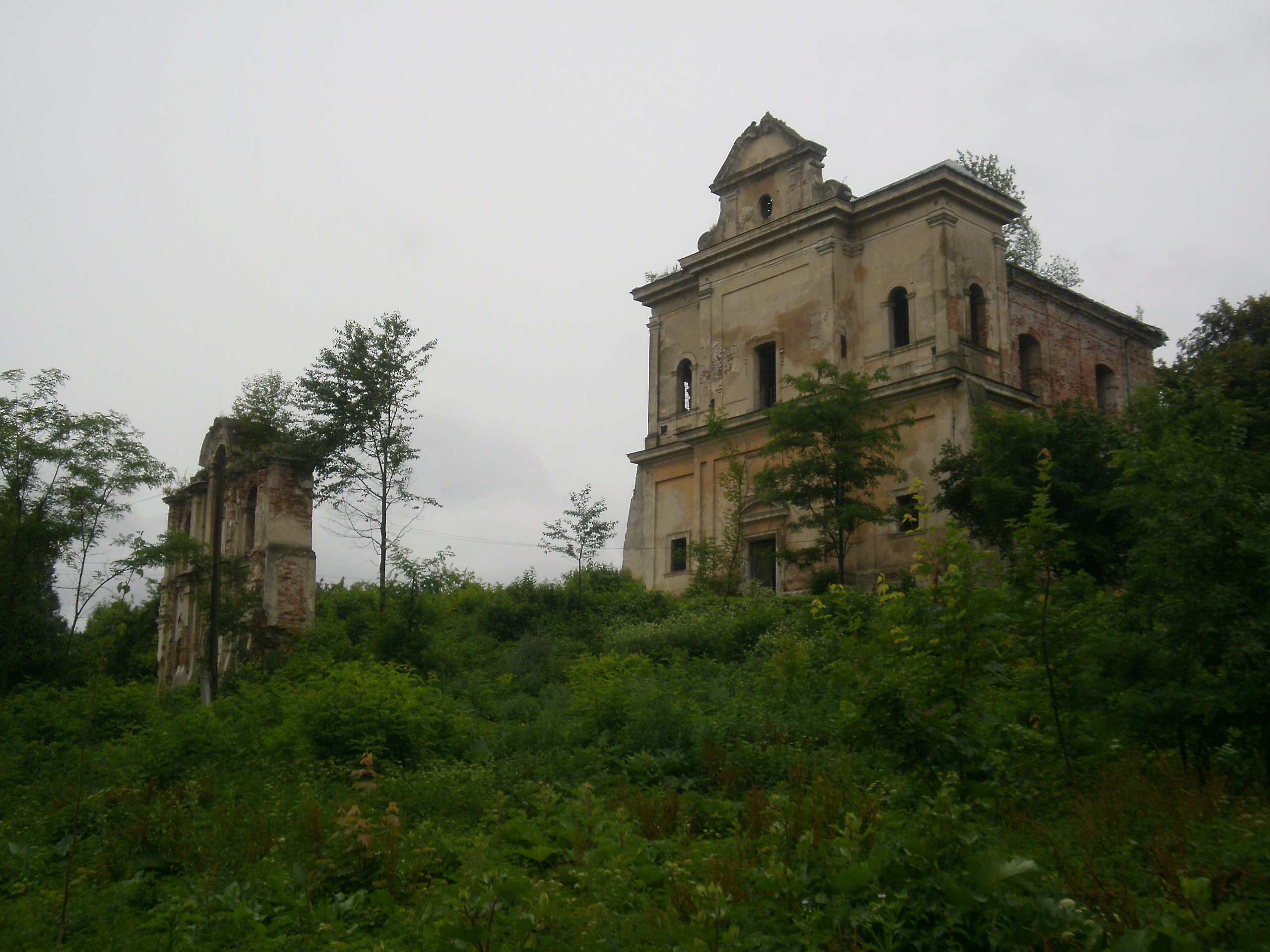
ruiny kościoła św. Magdaleny (2011)

Wieś weszła w skład uposażenia arcybiskupów lwowskich dzięki nadaniu księcia Władysława Opolczyka w 1386. Parafia została ufundowana w 1421 przez biskupa Jana Półkozica Rzeszowskiego. W 1430 król Władysław Jagiełło nadał Konkolnikom prawo magdeburskie. W tym okresie powstał pierwszy, drewniany kościół w Konkolnikach oraz zamek zbudowany przez arcybiskupa halickiego, a następnie pierwszego lwowskiego Jakuba Strzemię. Następnie w połowie XV wieku zamek został odremontowany przez arcybiskupa Grzegorza z Sanoka, który w 1476 zdołał się w nim obronić przed tureckim napadem.
Czas I Rzeczypospolitej, a szczególnie wiek XVII to częste najazdy i napady kozaków, Turków i Tatarów. W latach 1618–1620 kościół i zamek zostały zniszczone podczas najazdów turecko-tatarskich.
Pod koniec VIII w. Kąkolniki należały do arcybiskupstwa lwowskiego, jego dożywotnim prosesorem był arcybiskup Ferdynand Kicki. Miasteczko leżało w cyrkule brzeżańskim i miało charakter rolniczy z przetwórstwem i usługami rolniczymi. Funkcjonował tu młyn wodny na potoku Bybełka. W miasteczku znajdował się kościół rzymskokatolicki i greckokatolicki oraz osobne cmentarze: polski i ruski.
Kąkolniki do 1939 były siedzibą rzymskokatolickiego dekanatu kąkolnickiego w archidiecezji lwowskiej.
W II Rzeczypospolitej miejscowość była siedzibą gminy wiejskiej Konkolniki w powiecie rohatyńskim województwa stanisławowskiego.
Latem 1939 odbyło się w Konkolnikach Gminne Święto Teatrów i Chórów Ludowych.
W południowej części Konkolnik leży dawniej samodzielna wieś Słobódka Konkolnicka. Miała tu miejsce zbrodnia popełniona przez oddział Ukraińskiej Powstańczej Armii, dokonana 2 kwietnia 1944 na polskich mieszkańcach wsi.

## Zabytki
- zamek[4]
- kościół św. Marii Magdaleny konsekrowany w 1782 roku, w stylu barokowym, proj. przypuszczalnie Piotra Polejowskiego, obecnie w stanie ruiny